# 台灣麻將
台灣麻將是臺灣常見的十六張麻將玩法，計分上以台數計算。因取牌16張，亦稱為臺灣16張麻將。

## 特性
- 使用8張花牌，花牌有算台 北部有花。
- 16台制，即最大的牌型為16台（亦有24台制玩法）。
- 極為簡單的計算勝負分數方式。
- 大牌型的分數少，部分大牌型的台數不重視機率原則，或者是機率原則不平衡。
- 自摸贏最多，所得為（底+台數）X3起跳。
- 最傳統的大牌是「門清自摸」至少可贏3底10台（［門清自摸不求人3台+1底］x3家+［莊家台］至少1台）。
- 遊戲精髓在於連莊拉莊，透過莊家亦可以多贏幾台。
- 自摸三家賠付，放銃則放銃者付。
- 吃牌不算搭。